# Барон Макгоуэн
Барон Макгоуэн из Ардира в графстве Эйршир — наследственный титул в системе Пэрства Соединённого королевства. Он был создан 24 февраля 1937 года для известного британского бизнесмена Гарри Дункана Макгоуэна (1874—1961), председателя британской химической компании «Imperial Chemical Industries».
По состоянию на 2024 год носителем титула являлся его правнук, Гарри Джон Чарльз Макгоуэн, 4-й барон Макгоуэн (род. 1971), который стал преемником своего отца в 2003 году.
Семейная резиденция — Хайвей-хаус в Лоуэр-Фройле в графстве Гэмпшир.

## Бароны Макгоуэн (1937)
- 1937—1961: Гарри Дункан Макгоуэн, 1-й барон Макгоуэн (3 июня 1874 — 13 июля 1961), единственный сын Генри Макгоуэна[1];
- 1961—1966: Гарри Уилсон Макгоуэн, 2-й барон Макгоуэн (18 мая 1906 — 5 июля 1966), старший сын предыдущего[2];
- 1966—2003: Гарри Дункан Кори Макгоуэн, 3-й барон Макгоуэн (20 июля 1938 — 6 мая 2003), старший сын предыдущего[3];
- 2003 — настоящее время: Гарри Джон Чарльз Макгоуэн, 4-й барон Макгоуэн (род. 23 июня 1971), единственный сын предыдущего[4];
  - Наследник титула: достопочтенный Доминик Джеймс Уилсон Макгоуэн (род. 26 ноября 1951), второй сын 2-го барона Макгоуэна, дядя предыдущего[5];
    - Наследник наследника: достопочтенный Мунго Александр Макгоуэн (род. 10 декабря 1956), младший брат предыдущего[6].